# Ammodytoides pylei
Ammodytoides pylei är en fiskart som beskrevs av Randall, Ida och Earle, 1994. Ammodytoides pylei ingår i släktet Ammodytoides och familjen tobisfiskar. Inga underarter finns listade i Catalogue of Life.